# قصر المشرف
قصر المشرف هو قصر يقع في أبو ظبي عاصمة الإمارات العربية المتحدة، يعد أحد قصور الضيافة والاجتماعات واللقاءات في أبو ظبي.شهد تاريخيًا عددًا من الاجتماعات التمهيدية لقيام الاتحاد.